# Bäckerstraße (Wien)

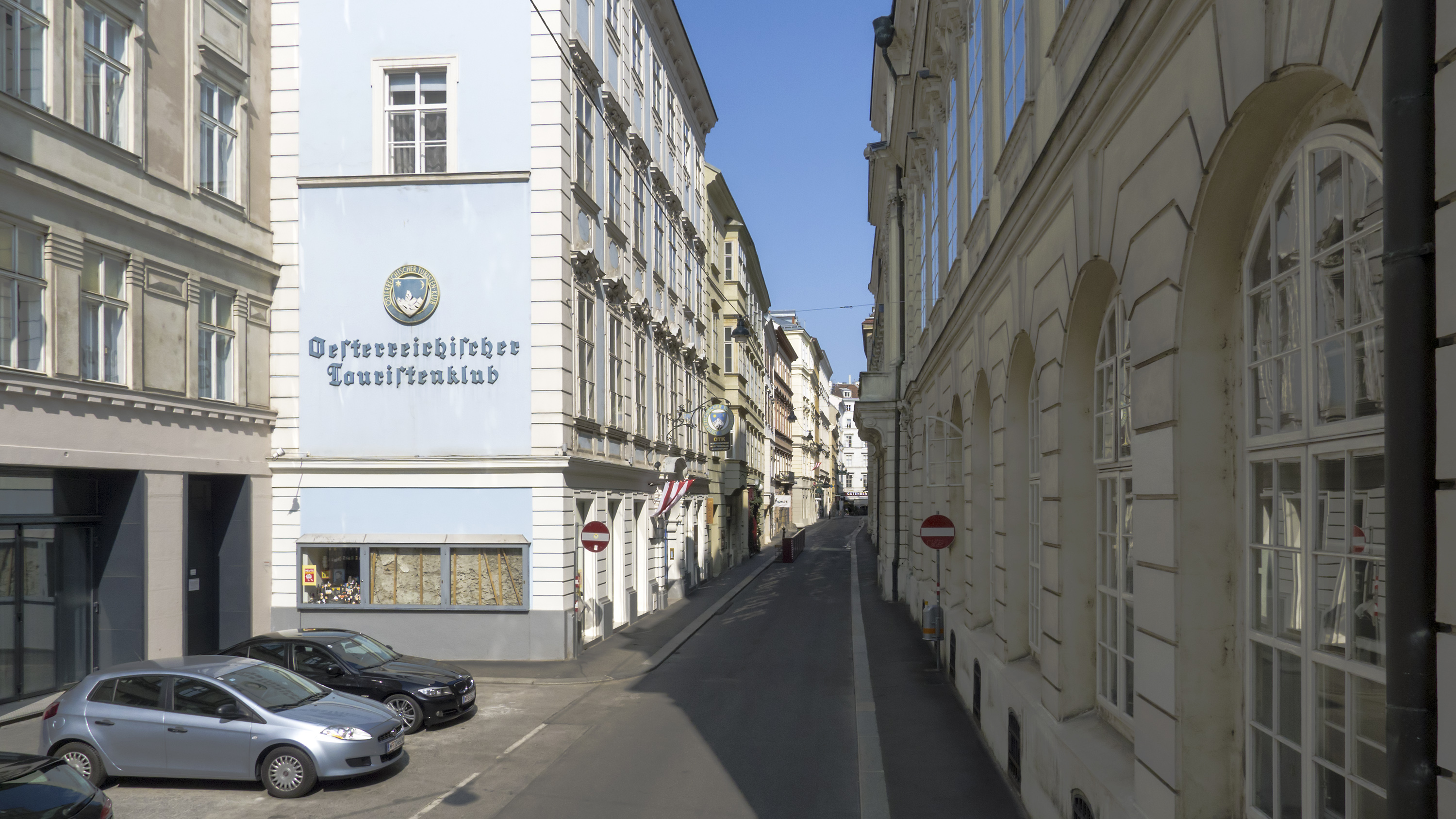
Die Bäckerstraße in Richtung Nordwesten

Die Bäckerstraße liegt im 1. Wiener Gemeindebezirk Innere Stadt. Sie geht auf einen frühmittelalterlichen Marktplatz zurück und besitzt heute die besterhaltenen Renaissance-Bürgerhäuser der Wiener Innenstadt.

## Geschichte
Im 11. Jahrhundert entstand knapp nördlich der Verlängerung der ehemaligen Via principalis dextra vor den Mauern des alten Römerlagers bzw. der babenbergerzeitlichen Stadtmauer Wiens ein linsenangerförmiger Marktplatz, der von den heutigen Straßenzügen Sonnenfelsgasse im Norden und Bäckerstraße im Süden markiert wird und in Richtung Landstraßer Hauptstraße weiterführt. Hier siedelten sich auswärtige Kaufleute an, wie aus den Bezeichnungen Kölner Hof oder Regensburger Hof heute noch ablesbar ist. Sie brachten Waren aus dem Westen über die heutige Mariahilfer Straße und den Kohlmarkt hierher, um sie zu lagern und zu verkaufen. Möglicherweise fand damals auch schon ein Weiterverkauf nach Osten statt, obwohl das Stapelrecht erst ab 1221 bestand.
Ende des 12. Jahrhunderts wurde der Marktplatz von der neuen Stadtmauer eingeschlossen und lag nun innerhalb Wiens. Da von hier aus aber kein direkter Zugang zu einem Stadttor bestand, war die Gegend gegenüber der benachbarten Wollzeile, die zum Stubentor führte, benachteiligt und verlor allmählich ihre wirtschaftliche Bedeutung. Infolge dieser Umstände benötigte man bald keinen Marktplatz in der ursprünglichen Größe mehr und baute deshalb in seiner Mitte sukzessive eine Häuserzeile ein, die mit dem Regensburger Hof beginnt. Dadurch entstanden aus dem ehemaligen Platz zwei parallel verlaufende Straßen, die seit dem beginnenden 14. Jahrhundert als Obere und Untere oder Vordere und Hintere Peckenstraße bezeichnet wurden, da in dem Gebiet einige Bäcker ihr Gewerbe ausübten.
Östlich davon lag das alte Universitätsviertel um den heutigen Dr.-Ignaz-Seipel-Platz, das von den Jesuiten im 18. Jahrhundert baulich stark verändert wurde. Damals wurde die Bäckerstraße verlängert, indem ein Zugang zum Dominikanerkloster und damit auch weiter zum Stubentor geschaffen wurde. Diese Maßnahme hatte aber keine Auswirkung mehr auf die wirtschaftliche Entwicklung des ehemaligen Marktplatzes.
Bis zum Jahr 1857 wurde nachweislich der Name Obere Bäckerstraße für den Abschnitt zwischen Lugeck und Dr.-Ignaz-Seipel-Platz verwendet, die Verlängerung hieß Schulgasse. Seit 1862 heißt der gesamte Straßenzug nur mehr Bäckerstraße, während der ehemalige nördliche Teil des Marktplatzes, die Untere Bäckerstraße, Sonnenfelsgasse heißt.

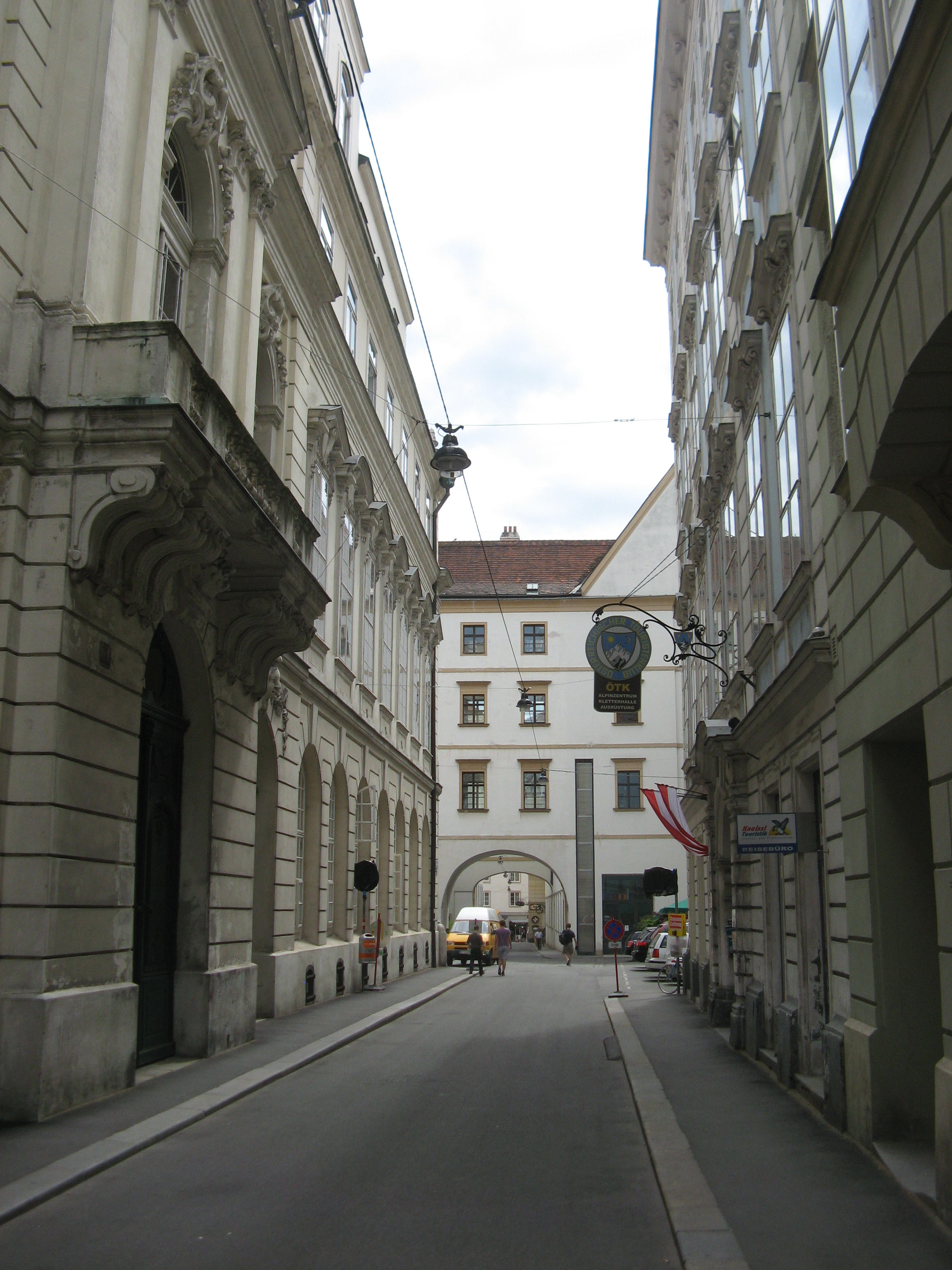
Bäckerstraße nach Osten

## Lage und Charakteristik
Die Bäckerstraße verläuft vom Lugeck in südöstlicher Richtung zum Dr.-Ignaz-Seipel-Platz und von dort weiter durch die Alte Universität und eine Wohnhausanlage des 20. Jahrhunderts bis zum Dr.-Karl-Lueger-Platz. Sie ist verkehrstechnisch relativ abgeschlossen und sehr schmal, weswegen der historisch ältere Teil zwischen Lugeck und Dr.-Ignaz-Seipel-Platz als Einbahnstraße geführt wird. Der Autoverkehr ist entsprechend gering; es verkehren auch keine öffentlichen Verkehrsmittel auf der Bäckerstraße, am Dr.-Karl-Lueger-Platz befindet sich die U-Bahn-Station Stubentor. Radfahrer können die Bäckerstraße als Verbindung zwischen Rotenturmstraße und Ringstraße nützen. Größer ist das Aufkommen am Fußgeherverkehr, vor allem im westlichen Teil der Bäckerstraße durch Touristen.
Die Verbauung der Bäckerstraße besteht aus hohen viergeschoßigen Bürgerhäusern, deren Kerne zum Teil bis ins Mittelalter zurückreichen. Bedeutend für Wien sind vor allem die erhaltenen Renaissancehäuser. Daneben bestehen auch Wohnhäuser aus der Zeit des Barock und des Historismus. Um den Dr.-Ignaz-Seipel-Platz liegt das 1755 errichtete barocke Gebäude der Neuen Aula, heute Akademie der Wissenschaften, sowie weiterer Gebäude der Alten Universität. Dort befindet sich auch ein Gebäude aus der Zeit um 1900, während der östlichste Abschnitt der Straße durch einen Wohnhof aus dem Jahr 1938 verläuft. Dort wird die Bäckerstraße zweimal von den Wohngebäuden überbrückt. Alle Gebäude der Bäckerstraße stehen unter Denkmalschutz.
An der Bäckerstraße liegen zahlreiche Restaurants und Gastronomiebetriebe, darunter das auch international wegen seiner Wiener Schnitzel bekannte Lokal von Hans Figlmüller und das Restaurant Oswald & Kalb.

## Verbauung

### Nr. 1 Regensburger Hof
→ siehe Hauptartikel Regensburger Hof
Das späthistoristische Miet- und Geschäftshaus wurde 1897 von Franz von Neumann anstelle des abgebrochenen Regensburger Hofes erbaut. Dieser wurde bereits 1410 als Sitz der süddeutschen Kaufleute erwähnt. Eine Gedenktafel erinnert an das 1470 stattgefundene Fest des Niklas Tischler, bei dem Kaiser Friedrich III. und der ungarische König Matthias Corvinus zusammentrafen. Das Gebäude liegt an der Hauptadresse Lugeck 4.

### Nr. 2 Zeltschneiderisches Haus

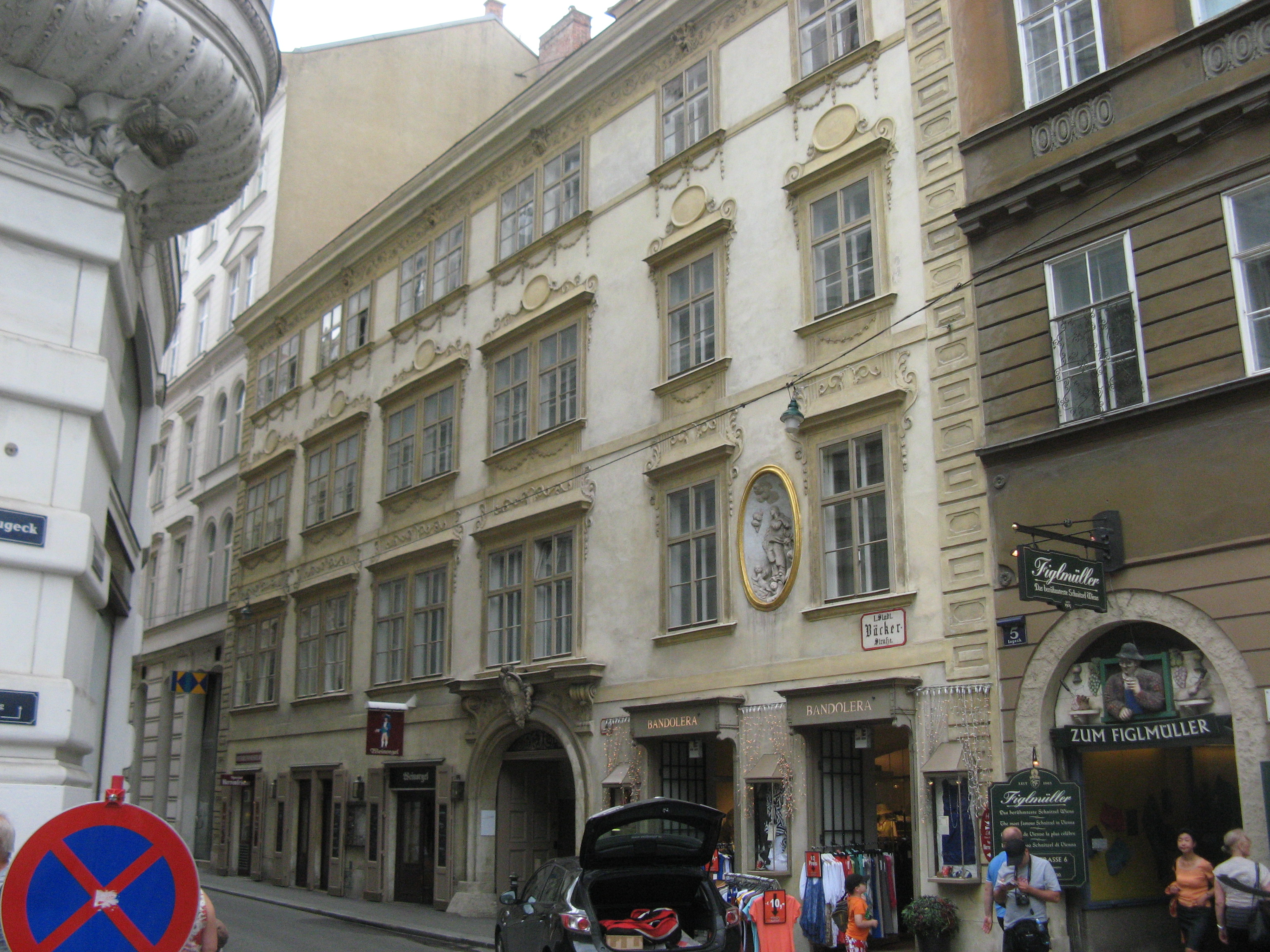
Zeltschneiderisches Haus

Das viergeschoßige Bürgerhaus zeigt eine Fassade von 1706/07, stammt aber im Kern aus dem Spätmittelalter und wurde 1641 neu errichtet. Die asymmetrische Fassade ist durch steingerahmte Fenster mit geraden Verdachungen und geschwungenen Sohlbänken gegliedert, die auf der linken Seite aus Doppelfenstern bestehen. Dazwischen befindet sich Putzdekoration in Form von Ranken und Girlanden. Unter dem Dachgesims ist ein Fries mit Laubwerk und Maskerons zu sehen. In Höhe des 1. Obergeschoßes der rechten Seite befindet sich in einer ovalen Nische die Figur der Maria Immaculata mit Putten aus dem 1. Viertel des 18. Jahrhunderts. Das Wulstrundbogenportal des Hauses hat eine volutengestützte, konkave Verdachung und eine Wappenkartusche. Im quadratischen Innenhof befinden sich Pawlatschengänge; von hier aus ist ein Wohnturm mit Pyramidendach zu sehen. Der Hausbrunnen mit Schacht aus dem 14./15. Jahrhundert gehört wie der Wohnturm zu den ältesten Teilen des Hauses. Die weitläufigen Keller mit Tonnen- und Stichkappentonnengewölben stammen aus der Zeit Mitte des 16. Jahrhunderts bis 2. Viertel des 17. Jahrhunderts.

### Nr. 3 Stadthaus
Das palaisartige barocke Stadthaus, das bis zur Sonnenfelsgasse reicht, stammt im Kern aus der 2. Hälfte des 16. Jahrhunderts. Im 1. Viertel des 18. Jahrhunderts wurde es barock verändert und erfuhr schließlich 1855 durch Anton Grünn einen weiteren Umbau. Die Fassade ist durch einen flachen Mittelrisalit gekennzeichnet, die Geschoße werden durch Putzfelder zusammengefasst. Das zentrale Pilasterportal aus dem 1. Viertel des 18. Jahrhunderts wird mit einem konvexen Gitterbalkon und Vasen bekrönt. Im quadratischen Innenhof sind Pawlatschen zu sehen. Eine bemerkenswerte Vierpfeilertreppe weist noch originale Schmiedeeisengeländer auf.

### Nr. 4 Frühhistoristisches Wohn- und Geschäftshaus
Das Durchhaus wurde 1845/47 von Franz Schlierholz als Wohn- und Geschäftshaus errichtet. An der Bäckerstraße liegt die Bar KIX, die 1988 von Oskar Putz gestaltet wurde. Das Gebäude liegt an der Hauptadresse Wollzeile 9.

### Nr. 5 Scharschellisches Haus
Das Bürgerhaus, das bis zur Sonnenfelsgasse zurückreicht, wurde im Kern 1566/86 errichtet, 1662/82 aufgestockt und erhielt um 1726/30 eine neue Fassade. Schließlich erhöhte Johann Öscher das Gebäude im Jahre 1799 um das 4. Obergeschoß. Bemerkenswert ist vor allem das steinerne Rundbogenportal mit Sockel aus der Renaissancezeit. Die steinernen Hausnummerntafeln stammen aus der 2. Hälfte des 18. Jahrhunderts. An der ähnlich gestalteten Rückfassade in der Sonnenfelsgasse befindet sich eine steinerne Löwenskulptur aus dem 16. Jahrhundert zwischen 1. und 2. Obergeschoß. Im Inneren sind verschiedene alte Architekturdetails zu beachten, wie Gittertüren, gewendeltes Stiegenhaus, Kreuzgratgewölbe oder zweigeschoßiger Keller.

### Nr. 6 Frühhistoristisches Miethaus
Das frühhistoristische Miethaus wurde wie das Nachbargebäude 1846 von Franz Schlierholz errichtet. Die Fassade ist durchgehend genutet, die Fenster sind gerade verdacht. Hier befindet sich das für seine Wiener Schnitzel bekannte Restaurant von Hans Figlmüller.

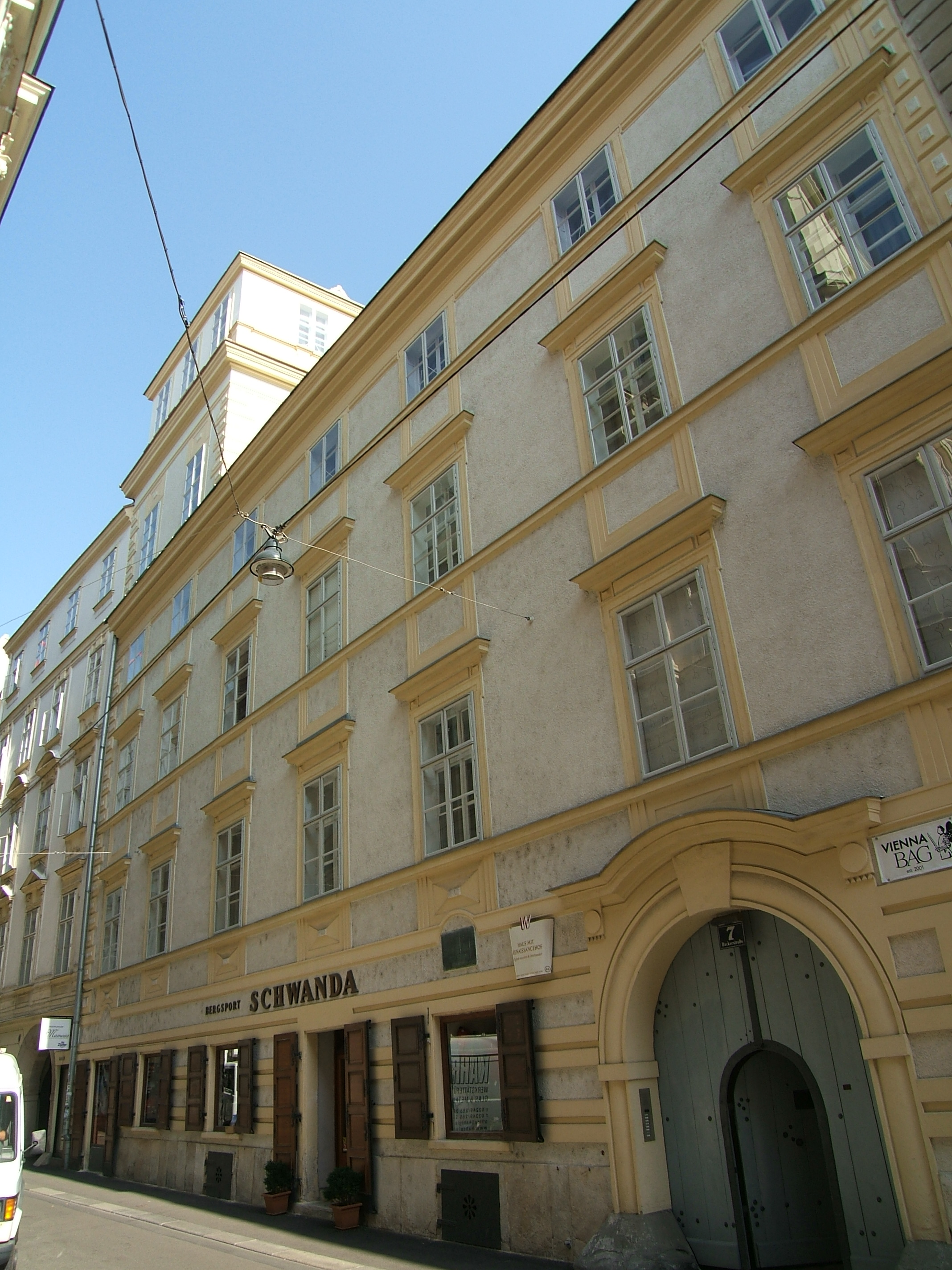
Haus Stampa

### Nr. 7 Haus Stampa
Das bedeutende Renaissance-Bürgerhaus stammt im Kern aus der 1. Hälfte des 13. Jahrhunderts, wobei auch Fundament- und Kellermauern von zwei Vorgängerbauten entdeckt wurden. Vermutlich zwischen 1368 und 1373 ließ Jakob von Tirna das Gebäude um einen Wohnturm aufstocken. Das heutige Aussehen wurde 1561–65 durch einen Umbau erzielt, den der Graubündner Großkaufmann Antonio von Stampa durchführen ließ. Damals wurde das Haus aufgestockt und mit seinem Arkadenhof, Treppen und Kelleranlage versehen. Um 1773 wurden dann noch einmal Veränderungen vorgenommen, bei denen die Hofarkaden geschlossen wurden.
Die Fassade ist im Sockel doppelgebändert, die gerade verdachten Fenster durch Rahmenparapetfelder vertikal zusammengezogen. An der linken Gebäudeseite ist ein zweigeschoßiger Turmaufbau zu sehen, der um 1700 zum Vollgeschoß ausgebaut wurde. Das Rundbogenportal wurde um 1773 mit einer geschwungenen Gesimsverdachung auf Konsolen versehen. Die Rückfassade in der Sonnenfelsgasse ist analog gestaltet.

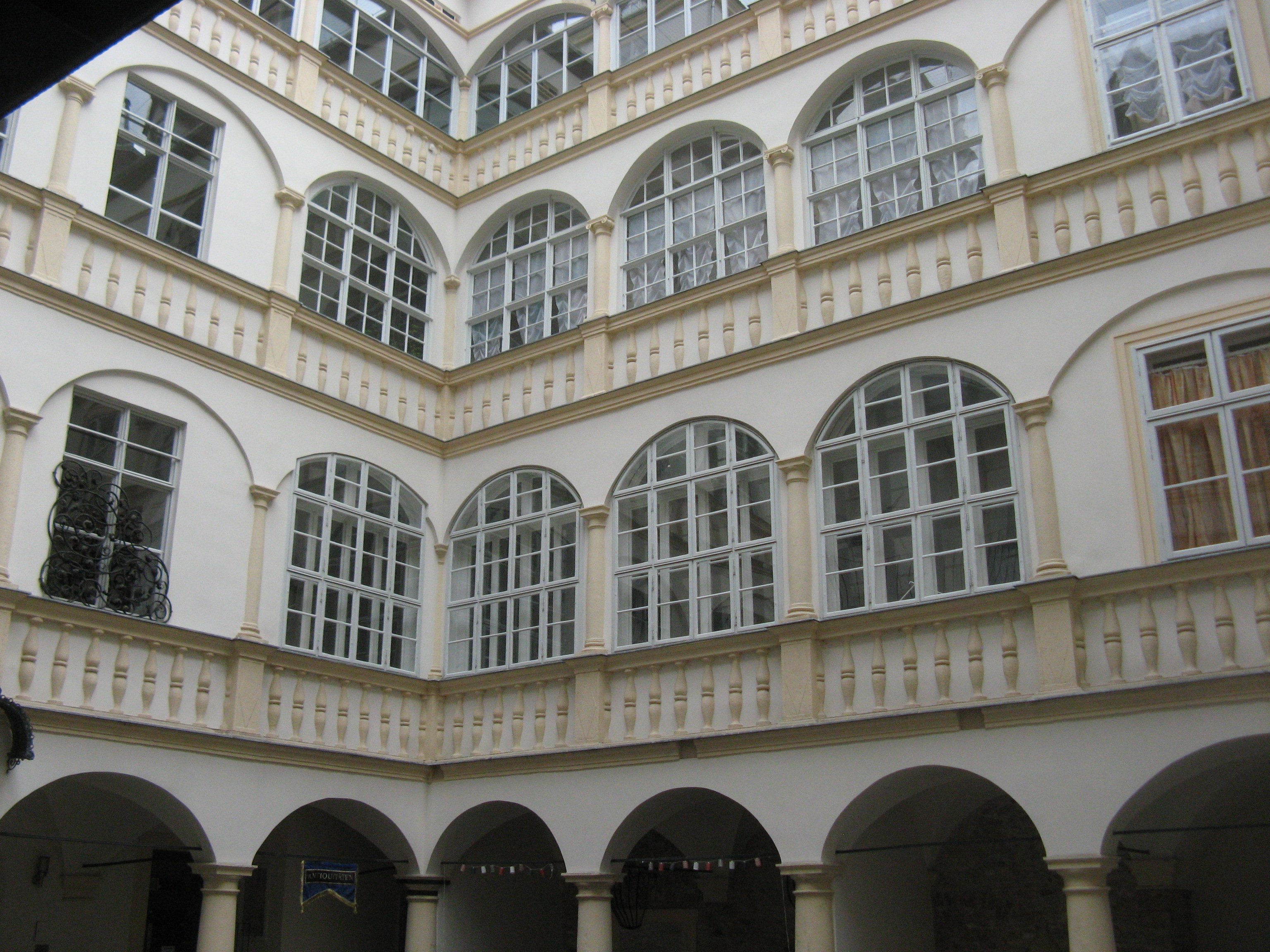
Renaissance-Arkadenhof des Hauses Stampa

Bemerkenswert ist der Innenhof, der einer der wenigen erhaltenen Säulenarkadenhöfe der Renaissance-Zeit in Wien ist. Die viergeschoßigen Säulenarkaden an 2 Seiten sind zum Teil vermauert, zum Teil verglast. Im 1. und 2. Geschoß handelt es sich um toskanische, in den Obergeschoßen um ionische Säulen. Die Arkaden sind kreuzgratgewölbt, mit zum Teil noch originalen Ziegelböden. Die nordwestliche Ecke im Erdgeschoß wurde als Pferdestall genutzt, so dass sich hier Pferdetränken und Futterkörbe aus Metall finden. Eine Muttergottesstatue stammt aus dem 18. Jahrhundert. Auf der Südseite des Hofes befinden sich Pawlatschen aus der Zeit um 1773, an deren Wänden bemerkenswerte Schmiedeeisenarbeiten aus dem Amerlingschlössel ausgestellt sind (17.–19. Jahrhundert).
Bemerkenswert sind auch die Treppenanlagen des Hauses. So ist die zweiarmige Haustreppe mit Kreuzgratgewölben über den Podesten und Stichkappentonnenabschluss von 1561 bis 1565 die älteste erhaltene Treppe dieses Typs in Wien. Auch die zum Turm führende hölzerne Hohlspindeltreppe ist ein bedeutendes Werk der Nachgotik.

### Nr. 8 Ehemaliges Palais Seitern
Das Fünfkirchnersche Haus stammt im Kern aus der Mitte des 16. Jahrhunderts. 1700 wurde es von den Grafen Fünfkirchen erworben und ab 1722 als Adelspalais umgebaut. Wenige Jahre danach ging es an Franz Karl von Seitern, dessen Name es bis heute trägt. Die Fassade ist durch einen seichten Mittelrisalit gekennzeichnet, der an den Seiten Doppelpilaster mit kräftigen Volutenkonsolen besitzt, und in der Sockelzone ein Doppelportal aufweist. Die Giebelverdachungen in der Beletage sind reichhaltig durch Blätter, Ranken und Masken gestaltet. Deutlich tritt die Kordongesimsgliederung des Hauses hervor.
Im Haus befindet sich die Buchhandlung Morawa.

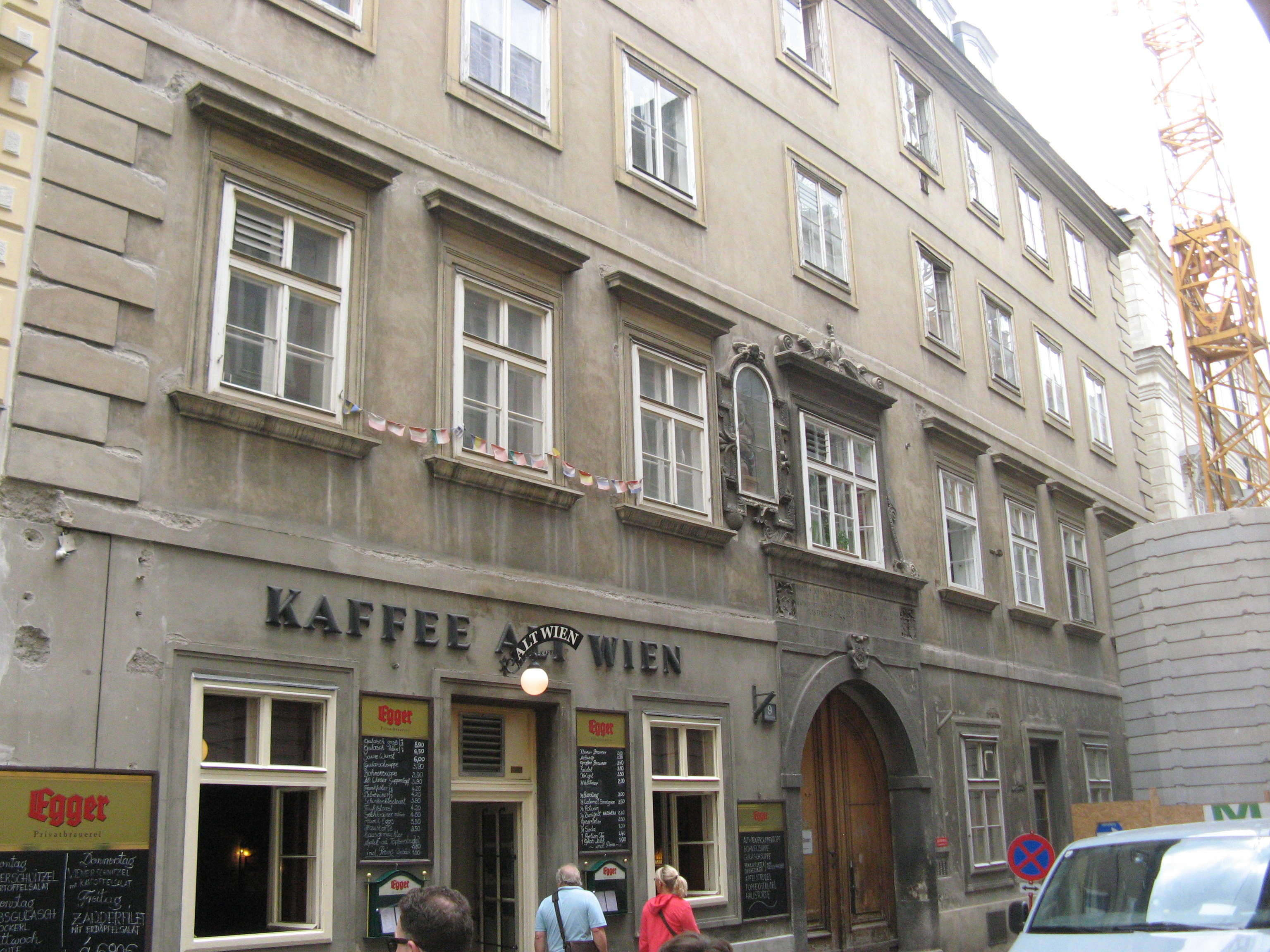
Windhagsches Stiftungshaus

### Nr. 9 Windhagsches Stiftungshaus
Das Gebäude war ein bemerkenswertes Renaissance-Bürgerhaus, das 1559 für den Wiener Bürgermeister Johannes Thau errichtet wurde. Es gelangte 1648 in den Besitz des Joachim Freiherr von Windhag, der ein von 1682 bis 1784 bestehendes geistliches Alumnat stiftete. 1840 wohnte hier Adalbert Stifter. Das Haus mit seinem Renaissance-Arkadenhof wurde 1944 weitgehend durch Bomben zerstört, so dass nur die Fassade in der Bäckerstraße bis zum 1. Obergeschoß erhalten blieb. 1951/52 erfolgte ein völliger Neubau im Inneren.
Hervorzuheben ist das Renaissance-Rundbogenportal in einer Rechteckrahmung. Es zeigt die Bauinschrift 1559 und ein Wappen. Darüber befindet sich ein voluten- und vasenbekröntes Fenster, das Anfang des 17. Jahrhunderts durch palmettenbesetzte Voluten mit dem Portal zusammengefasst wurde. Über dem Fenster befindet sich eine Wappenkartusche, links davon eine reich ornamentierte Figurennische aus dem 3. Viertel des 17. Jahrhunderts mit einer Muttergottes des Mariahilf-Typus um 1700.
Im Haus befindet sich das Kaffee Alt Wien.

### Nr. 10 Ehemaliges Palais Nimptsch
Der Spätrenaissance-Palast, der vor 1639 erbaut wurde, liegt an der Ecke zur Essiggasse. 1775 gelangte das Gebäude in den Besitz der Grafen von Nimptsch, die 1789 Umbauten durch Franz Duschinger durchführen ließen. Adolf Korompay stockte 1838 das Gebäude auf und gestaltete die Fassade neu im spätklassizistischen Stil. Diese ist durchgehend genutet mit additiver Fenstergliederung. Die Fenster der Beletage sind dreiecksverdacht. Das Portal mit Hermenpilastern stammt noch aus der Renaissancezeit. Zu seinen Seiten befinden sich Karyatiden, die einen Gitterbalkon mit dem Wappen derer von Nimptsch tragen. Im trapezförmigen Hof mit Pawlatschengängen sind gut erhaltene Remisentüren aus dem Ende des 18. Jahrhunderts zu sehen. Die großzügige Zweipfeilerstiege mit Kreuzgratgewölben über den Podesten ist die älteste erhaltene Treppe dieses Typs in Wien. Auch der Keller mit seinem steinernen Rundbogenportal stammt noch aus der Bauzeit.

### Nr. 11 Neue Aula der Alten Universität
→ siehe Hauptartikel Alte Universität (Wien)
1753–55 erbaute Jean Nicolas Jadot de Ville-Issey die barockklassizistische Neue Aula der Alten Universität, einen der bedeutendsten Monumentalbau aus der Zeit Maria Theresias. Die Neue Aula bot Platz für alle vier Fakultäten und die Universitätssternwarte. Seit 1857 befindet sich hier die Österreichische Akademie der Wissenschaften.
Die Hauptfront befindet sich am Dr.-Ignaz-Seipel-Platz 2, die Seitenfronten in der Bäckerstraße und der Sonnenfelsgasse.
Die schlichtere Seitenfront besitzt einen Mittelrisalit mit Balusterbalkon. Die Dreiecksgiebel der Risalite zeigen das ungarische Wappen.

### Nr. 12 Wo die Kuh am Brett spielt

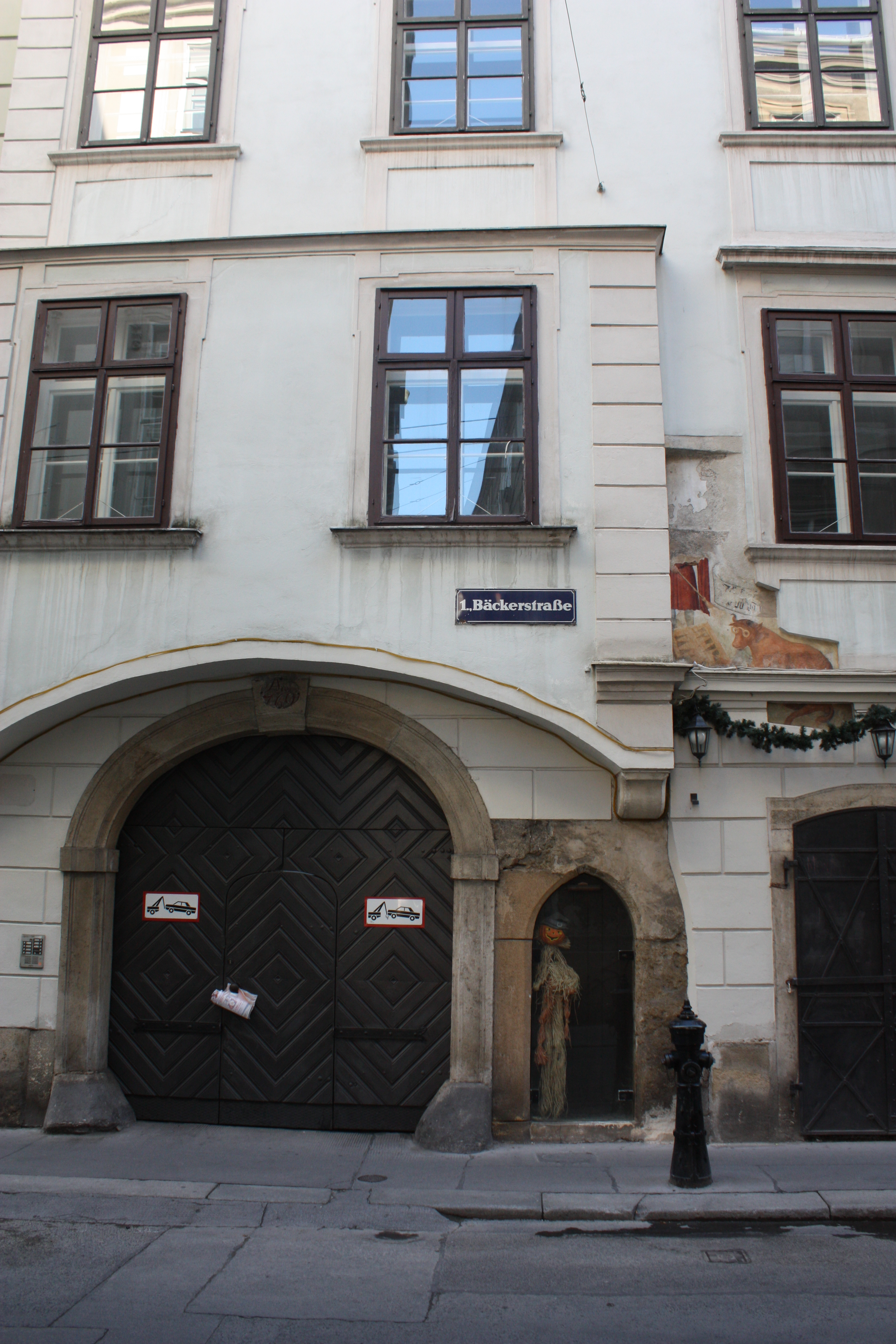
Gotisches Haus "Wo die Kuh am Brett spielt"

Das Bürgerhaus ist eines der wenigen Wohnhäuser Wiens mit einer sichtbaren frühgotischen Bausubstanz. Der frühgotische Kern mit der Einfahrt stammt aus der 2. Hälfte des 13. Jahrhunderts. Im 15. Jahrhundert wurde das Manntürl geschaffen, in der 1. Hälfte des 16. Jahrhunderts die Fassadenmalereien, in der 2. Hälfte des 16. Jahrhunderts der Erker und die Ortsteinmalerei, und im 4. Viertel des 17. Jahrhunderts erfolgte die Fassadengestaltung. 1978/79 legte man die Wandmalereien frei.
Die ortsteingegliederte Fassade hat eine genutete Sockelzone. Die Fensterachsen sind vertikal durch Parapetrahmenfelder zusammengezogen und haben gerade Verdachungen. Auf Steinkonsolen ruht ein Flacherker an der linken Fassadenseite. Darunter befinden sich ein steinernes Rundbogenportal und ein kleines gotisches Spitzbogenportal. An der rechten Fassadenecke ist zwischen 1. und 2. Obergeschoß farbiger Ortsteindekor zu sehen, neben dem Erker eine bemerkenswerte Wandmalerei, die eine Kuh mit Brille und einen Wolf zeigt, die miteinander Tricktrack spielen. Im Innenhof sind an der Ostwand Mauersteine aus der 2. Hälfte des 13. Jahrhunderts sichtbar, ebenso sind im Keller noch mittelalterliche Bruchsteinmauern zu finden. Bemerkenswert ist vor allem die tonnengewölbte Einfahrt mit sechs frühgotischen rund- und spitzbogigen Schlitzfenstern, und die linke Wand mit original erhaltenem frühgotischem Verputz und roter Fugenmalerei.

### Nr. 13 Jesuitenkolleg
→ siehe Hauptartikel Alte Universität (Wien)
Dieser Bauteil der Alten Universität war das Jesuitenkolleg, also das der Jesuitenkirche benachbarte Kloster der Jesuiten. Dabei handelt es sich um einen 1624 erbauten Gebäudekomplex mit einem großen Innenhof zwischen Dr.-Ignaz-Seipel-Platz, Bäckerstraße, Postgasse und Schönlaterngasse. Die Bäckerstraße wird durch zwei Schwibbögen vom Jesuitenkolleg zur Alten Aula überspannt. An der Bäckerstraße liegt der Sternwartetrakt, der einen ursprünglich achtgeschoßigen Sternwarteturm besaß. Seine Obergeschoße wurden abgetragen.

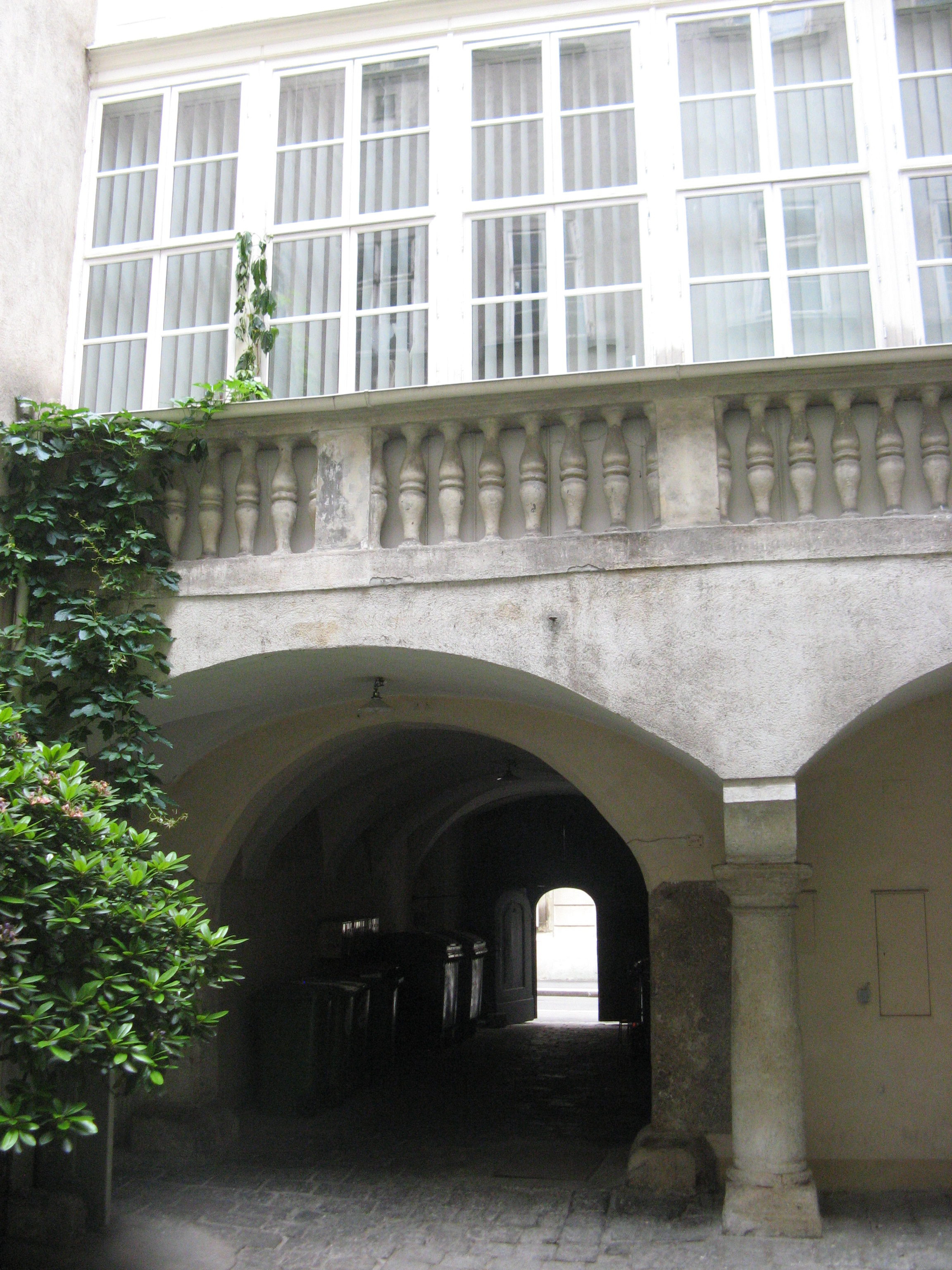
Innenhof des Hauses Bäckerstraße 14

### Nr. 14 Renaissance-Bürgerhaus
Das Gebäude stammt im Kern aus dem 14. Jahrhundert und wurde im 4. Viertel des 16. Jahrhunderts umgebaut. Die Fassade ist ortsteingerahmt, die Sockelzone gequadert. An den geraden Fensterverdachungen ist Dekor in Form von Löwenköpfchen und Girlanden zu sehen. Im 1. Obergeschoß befindet sich eine Rundbogennische mit Steinskulptur der Madonna mit Kind aus der Bauzeit. Ein Breiterker ruht auf ornamentierten Steinkonsolen und besteht aus Doppelfenstern bzw. schmalen Seitenfenstern mit überecklaufenden Verdachungen. Das Rundbogenportal besitzt vorgestellte toskanische Halbsäulen und eine verkröpfte Gebälkzone. Der mittelalterliche Wohnturm im Hof wurde Ende des 16. Jahrhunderts als Stiegenhausturm adaptiert. Hier befindet sich ein Gang mit Flaschenbalustern auf einer mächtigen toskanischen Steinsäule ruhend, mit verglasten Pawlatschen aus der 2. Hälfte des 19. Jahrhunderts.
Im Haus befindet sich das Restaurant Oswald & Kalb, 1979 von Kurt Kalb gegründet, und die Kunsthandlung Hummel, 1978/80 gestaltet von Hermann Czech.

### Nr. 16 Frühbarockes Bürgerhaus
Das Gebäude stammt im Kern aus der 1. Hälfte des 13. Jahrhunderts und wurde 1525/35 ausgebaut. Eine grundlegende Gestaltung fand 1563/66 statt, der Hofturm wurde nach 1646 errichtet. 1712 stockte man 2 Geschoße auf und gestaltete die Fassade neu. Diese ist durch genutete Lisenen gegliedert, die Fensterachsen sind vertikal zusammengefasst. Im 1. und 2. Obergeschoß sind die Fensterverdachungen üppig mit Muscheln und Rankenwerk dekoriert. Das Rustikapilasterportal ist innen gerahmt und besitzt eine Giebelverdachung. Gut erhalten ist der barocke Dachstuhl mit geschnitzten Stehern und dem von hier aus erreichbaren Turmaufbau (nach 1646). Der Innenhof mit steingerahmten Fenstern und schmiedeeisernen Pawlatschengängen ist modern überdacht. In der südwestlichen Ecke befindet sich ein Kellerraum aus der 1. Hälfte des 13. Jahrhunderts mit Opus spicatum und spätromanischem Rundbogenportal sowie S-förmigem Verbindungsgang und mittelalterlichem Brunnenschacht mit Bruchsteinmauerwerk.
Im Haus befindet sich seit 1935 der Sitz des Österreichischen Touristenklubs, der eine Kletterhalle im überdachten Innenhof betreibt.

### Nr. 18 Miethaus
Das Miethaus wurde 1904 von Rudolf Demski im secessionistischen Stil an Stelle des 1903 abgerissenen barocken Palais Albrecht errichtet. Das sechsgeschoßige Gebäude ist durch Erker gegliedert und mit secessionistischem Fassadendekor bestückt. Die Gittertür, das Foyer und Stiegenhaus mit Stuck, Terrazzoboden und Geländer sind teilweise noch original erhalten. Im Gebäude befindet sich heute der Jesuitenorden.

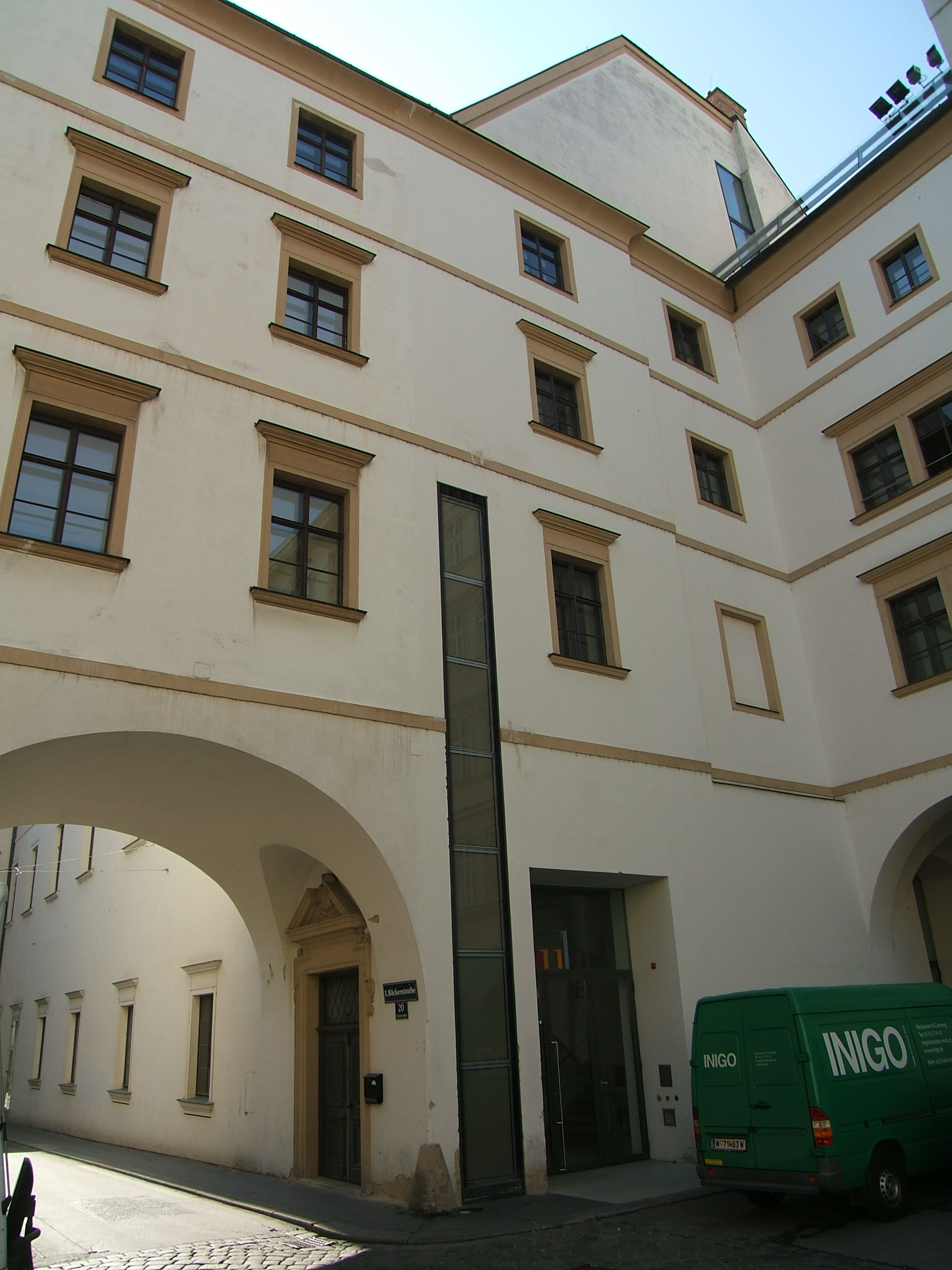
Alte Aula der Universität Wien

### Nr. 20 Alte Aula
→ siehe Hauptartikel Alte Universität (Wien)
Die über 2 Schwibbögen vom Jesuitenkolleg erreichbare Alte Aula wurde ab 1624 als Repräsentationsbau der Alten Universität errichtet. Das Erdgeschoß wurde als Versammlungsraum genutzt, darüber befanden sich Hörsäle und im 2. Obergeschoß lag der 1654 fertiggestellte Theatersaal. Dieser wurde 1733–36 neu gestaltet und im Bereich des Zuschauerraums von Anton Hertzog und Franz Anton Danne mit illusionistischer Deckenmalerei versehen. Dargestellt ist die Aufnahme Mariens in den Himmel. Doch schon 1754 wurde die Theatermaschinerie und der Fundus an Dekorationen verkauft, 1761 erfolgte ein Theaterspielverbot.

### Nr. 22 Wohn- und Geschäftshaus
Das 1901/02 von Anton Gürlich errichtete späthistoristische Wohn- und Geschäftshaus in neobarocken Formen liegt an der Hauptadresse Wollzeile 33.